# Sarah Dessen

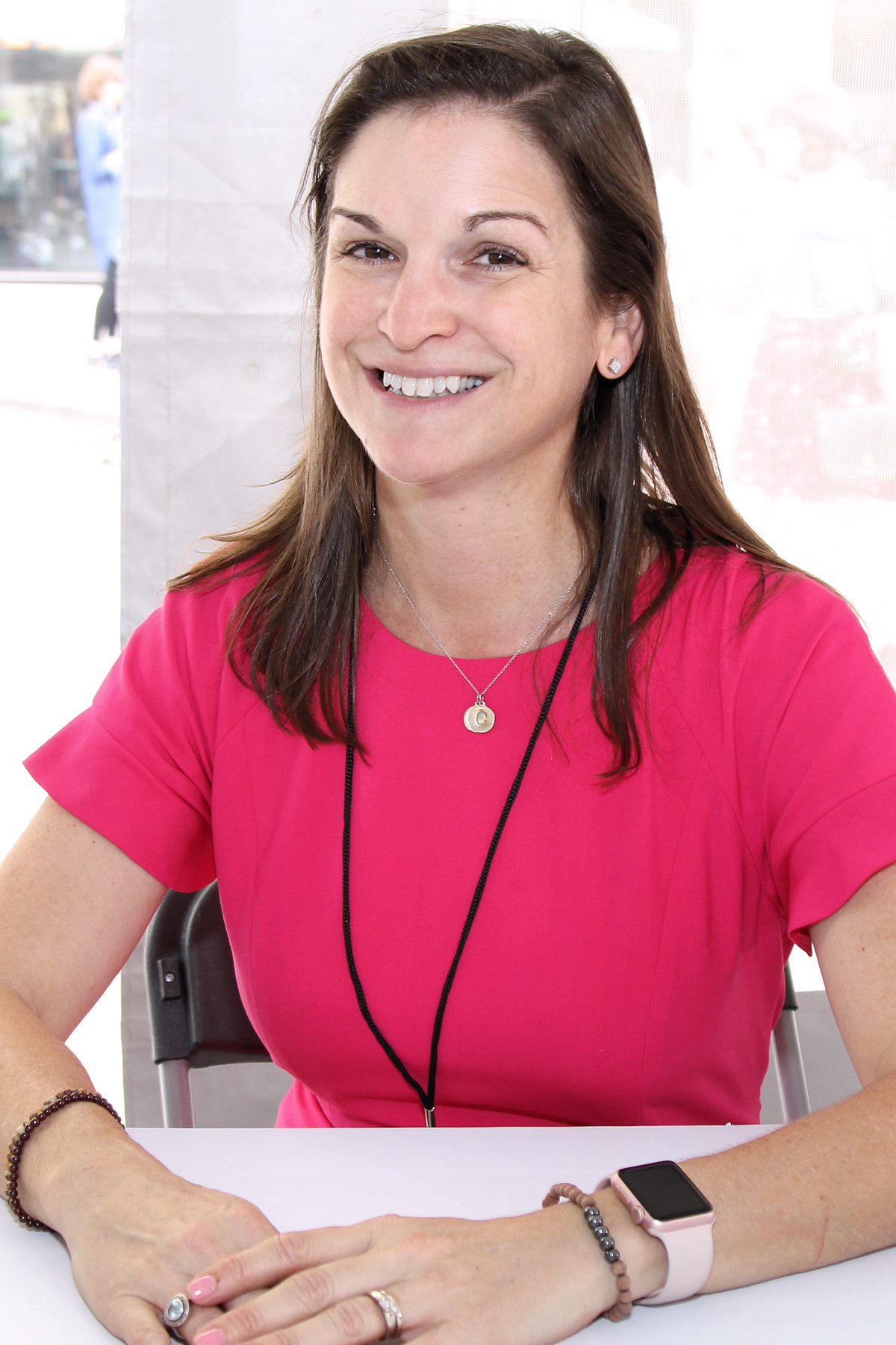
Imagem de Sarah Dessen.

Sarah Dessen (nascida em 6 de junho de 1970) é uma escritora Norte-Americana que vive em Chapel Hill, Carolina do Norte.

## Início da vida e educação
Sarah Dessen nasceu em Evanston, Illinois, em 6 de junho de 1970. Filha de Alan e Cynthia Dessen, ambos professores da Universidade da Carolina do Norte. 
Enquanto adolescente, Dessen era muito tímida e silenciosa. Ela se envolveu com um cara de 21 anos, quando ela tinha 15 anos, mas cortou todo o contato com ele pouco tempo depois. Ela admitiu em uma entrevista que "por muitos anos depois, eu levei total culpa por tudo o que aconteceu entre mim e T. Afinal, eu era uma garota ruim. Eu tinha consumido drogas, eu mentia para minha mãe. Você não pode simplesmente sair com um cara e não esperar que ele tenha ideias, eu disse a mim mesma. Você deveria saber melhor."
Ela trabalhou em uma loja de calçados para crianças quando estava na escola em Chapel Hill High School (Chapel Hill, Carolina do Norte). Ela foi demitida durante uma feira anual de verão.
Dessen desistiu da Faculdade de Greensboro em Greensboro, Carolina do Norte, e mais tarde fez algumas aulas na Universidade da Carolina do Norte-Chapel Hill, graduando-se com honras em Escrita Criativa.

## Carreira
Dessen foi garçonete no restaurante Flying Burrito em Chapel Hill , enquanto lançava sua carreira de escritora. Ela escrevia durante o dia e era garçonete durante a noite. Seu primeiro livro, That Summer (Br: Aquele Verão, Editora iD, 2013), foi publicado em 1996.
O livro da Dessen Along For The Ride (Br: A Caminho do Verão, Editora iD, 2011) chegou à Lista dos Mais Vendidos do New York Times.
A próxima publicação Dreamland, Dessen lecionou na Universidade da Carolina do Norte, e escreveu o que mais tarde se tornaria a This Lullaby (Br: Uma Canção de Ninar, Editora  Seguinte, 2016).
Alguns dos seus romances ficaram entre as seleção do ALA de "Melhor Ficção para Jovens Adultos": That Summer (Aquele Verão, 1997/2013), Someone Like You (1999), Keeping The Moon (2000), Dreamland (2001), This Lullaby (Uma Canção de Ninar, 2003/2016), Just Listen (2007/2010), e Along For The Ride (2010/2011).
Someone Like You também foi um dos dois vencedores do Prêmio "School Library Journal Best Book" de 1999, e Keeping The Moon, foi o único vencedor do próximo ano, 2000.
A maioria dos livros da Sarah Dessen lidam com a mudança de personalidade nos jovens enquanto elas passam por algum tipo de tragédia ou de perda. Os temas gerais que são executados através de seus romances sintetizam a solidão, a distância emocional entre os membros da família, e a mudança contínua na personalidade das pessoas.

## Adaptações para o cinema
Em 2003, o filme Meu Novo Amor estrelado por Mandy Moore foi baseado em ambos Someone Like You e That Summer.